# イソプロピルアンチピリン
イソプロピルアンチピリン（Isopropylantipyrine）、別名、プロピフェナゾン（Propyphenazone）は、アンチピリンの誘導体であり、ピリン系に属する解熱鎮痛薬である。日本では配合用の原末が医療用に販売されているほか、第2類医薬品として市販の風邪薬に配合されている。重篤な副作用により、いくつかの国では製造販売が禁止されたが、日本やイタリア、ドイツ、スペイン、南米、インド、パキスタン、インドネシア等では使用されている。

## 副作用
医療用医薬品の添付文書に記載されている重大な副作用は、ショック、皮膚粘膜眼症候群（Stevens-Johnson症候群）、中毒性表皮壊死症（Lyell症候群）、再生不良性貧血、無顆粒細胞症、黄疸（いずれも0.1%未満）である。
心房性の徐脈を伴う急性下壁心筋梗塞（コーニス症候群）が報告されている。

## イソプロピルアンチピリンが禁止されている国
WHOのコメントから抜粋：
- スリランカ[6]
- 韓国[6] ― PharmAsia News が2009年に報じた処に拠ると、

　　※ただし、15歳以上の子供及び大人には禁止されておらず、本成分を含有する生理痛などに効能がある解熱鎮痛剤
　　「ケボリン」などが一般の薬局で購入できる。
- マレーシア[6]
- タイ[6]
- トルコ ― 重篤な副作用が発生したため、1986年に製造・販売が禁止された[5]